# Matematička analiza
Matematička analiza, grana je matematike koja se bavi zasnivanjem i tehnikama diferencijalnog i integralnog računa, te drugih primjera korištenja limesa (granične vrijednosti ili prijelaza) kao što je teorija (beskonačnih) redova, beskonačnih produkata, razvoja analitičkih funkcija u red, analitičkim produljenjem, varijacijskim računom i slično. 

## Povijesni razvoj
Diferencijalni i integralni račun zasnovali su Newton i Leibniz motivirani geometrijom (tangenta krivulje, površina ispod krivulje) i mehanikom (prije svega odnos brzine čestice i prevaljenog puta). Njihov infinitezimalni račun međutim nije rigorozan i približava se samo intuitivnom pojmu granične vrijednosti (limesa) preko uvođenja matematički neutemeljenih beskonačno malih veličina. 

### Razvoj pojma granične vrijednosti
U nevještim rukama, baratanje s beskonačno malim veličinama lako dovodi do kontradikcija. Tek Cauchy u 19-om stoljeću dolazi do rigoroznog pojma limesa ("epsilon-delta" određenje), čime konačno logički zasniva i infinitezimalni račun i time daje temelje modernoj (matematičkoj) analizi. Time se račun oslobađa potrebom za beskonačno malim veličinama i barata s limesima izračuna s konačno malim veličinama. Ta prednost rada s konačnim veličinama ujedno je i mana, jer je ideja beskonačno malih veličina vrlo intutivna i lakše se prenosi inženjerima, nego pristup preko epsilon-delta tehnike. U tu svrhu, sredinom 20-tog stoljeća, logičar Abraham Robinson zasniva novi pristup, tzv. nestandardnu analizu u kojoj su beskonačno male i beskonačno velike veličine rigorozno uvedene, kao i pravila takvog računa, koji ne dovodi do kontradikcije. U nestandardnoj analizi se uz obične, "standardne" elemente skupa realnih brojeva uvode i tzv. nestandardni elementi. Uz iskaze u kojima se govori samo o standardnim elementima uvode se i nestandardni iskazi u kojima se pojavljuju i nestandardni elementi. Robinson uvodi i princip prijenosa ili transfera koji omogućava da se neki standardni iskazi proširuju na izvedene nestandardne iskaze. 

### Razvoj pojmova integrala i mjere
Integralni račun funkcija varijable na intervalu realne osi, zasniva u 19-om stoljeću Riemann, bazirajući se na Cauchyjevom pojmu limesa primijenjenom na tzv. parcijalne sume. Limes se uzima po podjelama (subdivizijama) intervala argumenta funkcija na podintervale čija maksimalna duljina teži nuli. Takav integral se primjenjuje na klasu funkcija za koje takav limes postoji, tzv. integrabilne funkcije po Riemannu ili Riemann-integrabilne funkcije. Početkom 20-og stoljeća, Lebesgue promatra drugu vrstu limesa, gdje se umjesto subdivizije u području argumenta, gleda subdivizija u području vrijednosti, vodeći na sukcesivnu aproksimaciju integrala sumom tzv. stepeničastim funkcijama. Taj postupak vodi fleksibilniji pojam integrabilnosti koji vodi na tzv. Lebesgue-integrabilne funkcije, te na razvoj moderne teorije apstraktnih generalizacija duljine i površine geometrijskih skupova, koja se danas naziva teorija mjere.  

## Funkcionalna analiza
Funkcionalna analiza bavi se analizom na beskonačno-dimenzionalnim prostorima, tipično prostora funkcija. 
Funkcional je funkcija definirana na (tipično) beskonačno dimenzionalnim prostorima preslikavanja (sami ti prostori često nisu linearni prostori). Najčešće se koriste lokalno konveksni topološki vektorski prostori, a među njima povijesno su najvažniji Hilbertovi, Banachovi i Frechetovi prostori. 
Varijacijski račun bavi se nalaženjem lokalnih ekstrema (minimumi i maksimumi) funkcionala.

## Teorija funkcija
Teorija funkcija bavi se svojstvima i odnosima raznih klasa funkcija jedne ili više realnih ili kompleksnih 
varijabli. Pri tome se misle one svojstva koja su tipična za matematičku analizu: izmjerivost, postojanje ekstremuma, različiti tipovi integrabilnosti, analitičnost, konačna varijacija, neprekidnost, Lipshitzova neprekidnost, postojanje izvoda (derivacija), princip maksimuma, postojanje i svojstva graničnih vrijednosti na rubovima područja definicije, svojstva s obzirom na razne integralne transformacije (Mellinova, Fourierova, Hilbertova, Laplaceova...), asimptotska svojstva, analitička produljenja, nultočke itd. Kako klase funkcija često čine linearne prostore interesantne sa stanovišta funkcionalne analize, ovo područje se isprepliće s 
funkcionalnom analizom.

## Harmonijska analiza
Harmonijska analiza potekla je od izučavanja normalnih modova titrajućih sustava i valova. Vrlo je značajna u fizikalnim i inženjerskim primjenama kad je važan linearni režim, npr. u linearnim sustavima i teoriji linearnog odziva nelinearnih sustava. Matematički, harmonijska analiza se bavi nalaženjem izvjesnog duala grupe simetrije, koji omogućava, uz neke strukture iz teorije mjere, razvoj funkcija po odgovarajućim linearnim bazama u prostorima funkcija. Tu spadaju npr. Fourierovi redovi i Fourierovi integrali. Nekomutativna harmonijska analiza bavi se razlaganjem funkcijskih prostora na posebno važne reprezentacije neprekidnih grupa simetrije, kad je tih simetrija dovoljno mnogo (tj. kad vrijedi tzv. Plancherelov teorem). Reprezentacije su analogoni jednodimenzionalnih funkcijskih podprostora iz komutativnog slučaja. 

## Spektralna teorija
U teoriji linearnih operatora na konačno-dimenzionalnom kompeksnom vektorskom prostoru ili, ekvivalentno, matrica kompleksnih brojeva, promatraju se spektar ili skup svojstvenih vrijednosti linearnog operatora ili matrice, te pripadajući svojstveni vektori. U problemima mehanike, svojstveni vektori matematički izražavaju normalne modove linearnih oscilacija mehaničkih sustava, pa je njihovo nalaženje dakle izvorno dio harmonijske analize. Teorija svojstvenih vrijednosti se netrivijalno proširuje s matrica, na izvjesne klase operatora na beskonačno dimenzionalnom kompleksnom Hilbertovom prostoru, općenitije na skupove međusobno komutirajućih matrica (potonje je važno za kvantnu mehaniku) i, još općenitije, na Banachove algebre operatora i apsktraktne kompleksne Banachove algebre, što čini spektralnu teoriju. Spektar samodjungiranog operatora ima i prirodnu topologiju, što dovodi do pojma Geljfandove transformacije za (ne nužno komutativne) Banachove algebre. Geljfandova transformacija komutativne unitalne Banachove algebre nad kompleksnim brojevima je kompaktan Hausdorffov prostor; pridruživanje prostora komutativnoj Banachovoj algebri prirodno se proširuje do antiekvivalencije kategorija između kompleksnih unitalnih komutativnih Banachovih algebri i kategorije kompaktnih Hausdorffovih topoloških prostora, što je sadržaj Geljfand-Najmarkovog teorema dokazanog 1938. godine, a koji je kasnije inspirirao pojam Grothendieckovog prostog spektra u algebarskoj geometriji uveden oko 1957, te nešto kasnije i nekomutativnu geometriju. Spektralna svojstva laplasijana (Laplaceovog operatora) na Riemannovim mnogostrukostima daje značajnu geometrijsku informaciju o mnogostrukosti, a u slučaju Spin-mnogostrukosti još više informacija dolazi od tzv. Diracovog operatora. Time mnoga svojstva prostora možemo zamijeniti uvođenjem dovoljno dobrog apstraktnog operatora na Hilbertovom prostoru. Te obzervacije su korisne ne samo za geometriju Riemannovih mnogostrukosti, no i kao motivacija za poopćenja kao što su spektralne trojke Alaina Connesa, koje utjelovljuje novi i vrlo plodni pojam nekomutativne Riemnnove Spin-mnogostrukosti u nekomutativnoj diferencijalnoj geometriji.

## Diferencijalna geometrija, funkcija na mnogostrukosti i globalna analiza
U proučavanju diferencijalnih mnogostrukosti često se kaže da su diferencijalna svojstva preslikavanja iz jednostavnijih prostora u mnogostrukost (npr. krivulje, mnogostrukosti) predmet diferencijalne geometrije, a preslikavanja iz mnogostrukosti u 
jednostavnije prostore i napose u realne brojeve, predmet analize funkcija na mnogostrukosti. Globalna svojstva funkcija na mnogostrukosti izučava dio matematičke analize koji se nekad naziva globalna analiza i koja se isprepliće s diferencijalnom geometrijom. 

## Kompleksna analiza
Kompleksna analiza bavi se teorijom funkcija kompleksne varijable. Najznačajnije klase interesantnih funkcija kompleksne varijable su holomorfne ili analitične te nešto općenitije meromorfne funkcije. Cijela funkcija je ona koja je analitična u cijeloj kompleksnoj ravnini. Interesantna je i teorija funkcija više kompleksnih varijabli, i općenitije, analiza na kompleksnim mnogostrukostima. 

## Teorija distribucija
Teoriju distribucija ili generaliziranih funkcija zasnovali su Sergej Soboljev i Laurent Schwarz sredinom 20-tog stoljeća, kao poopćenje teorije funkcija na funkcionale na prostorima dovoljno lijepih glatkih funkcija, tzv. test funkcija. U fizici često takvi funkcionali imaju smisao funkcija s fizikalno smislenim i mjerljivim singularitetima. Npr. gustoća naboja u točki može biti formalno beskonačna, ali je ukupan naboj u toj točki konačan. U geometriji na diferencijalnim mnogostrukostima zapravo treba razlikovati generalizirane funkcije od generaliziranih gustoća: prve su funkcionali na prostoru test gustoća, a druge na prostoru test funkcija; kao i funkcije, gustoće se povlače, a gustoće potiskuju duž preslikavanja diferencijalnih mnogostrukosti. Mnoge interesantne operacije dijelomili potpuno se prenose na neke prostore generaliziranih funkcija, pa se tako promatra i Laplacova i Fourierova pretvorba (transformacija) neke klase distribucija. Te pretvorbe koriste se u izučavanju diferencijalnih jednadžbi, a osobito linearnih diferencijalnih jednadžbi s funkcijskim koeficijentima, što je kulminiralo u radovima Larsa Hörmandera. Teorija diferencijalnih jednadžbi dio je matematičke analize koji je izrazito okrenut prema primjenama, osobito u matematičkoj fizici i inženjerstvu.

## Vanjske poveznice
- Matematička analiza Hrvatska enciklopedija
- Boris Guljaš. 2018. Matematička analiza I & II (skripta)